# Casa Camus
La casa Camus es un edificio neoclásico ubicado en la ciudad de Antofagasta, Chile. Fue diseñado por el arquitecto ítalo-árabe Luigi Abd-el-Kader y construida por el arquitecto español Jaime Pedreny.

## Historia

### Antecedentes
En 1891 el empresario minero Luis Camus ocupó materialmente la mina San Luis, pese a que los derechos de explotación fueron cedidos por Anastasio Bello (quién manifestó el yacimiento el 9 de enero de 1883) a Samuel Valdés. Esto derivó en un litigio legal que finalmente favoreció en 1903 a Valdés. Pese a la sentencia, Camus nunca entregó la posesión de la mina, y constituyó la compañía minera San Luis el 3 de octubre de 1908. Pese a que Camus fue un férreo opositor de la unificación minera, finalmente vendió los activos a Chile Exploration Co. en 1926.

### Construcción
Camus decidió encargar el diseño arquitectónico de su residencia al arquitecto ítalo-árabe Luigi Abd-el-Kader, quién se encontraba en Buenos Aires. La casa fue construida en 1913 por el arquitecto español Jaime Pedreny, en la intersección de las calles Simón Bolívar y José Santos Ossa con la avenida Argentina.
Entre los años 1960 y 1970, fue utilizada como burdel. En los años 1980 funcionó como sede secreta del comité regional del Partido Comunista. A fines de esa década, la casa fue adquirida por el médico Aldo Valenzuela, quién la transformó en su consulta médica privada. En 2002, los arquitectos Andrew Trench y Hans García arriendan parte de la casa a Valenzuela. Tras la muerte del médico en 2006, la dupla de arquitectos decide comprar el inmueble para establecer su firma arquitectónica y restaurar la estructura.
El 17 de julio de 2002, el Consejo Regional de Antofagasta declaró la casa como patrimonio urbano, bajo la categoría de Inmueble de Conservación Histórica (ICH), según la Ley General de Urbanismo y Construcciones del Ministerio de Vivienda y Urbanismo.